# Benon od Meissena
Benon od Meissena (Hildesheim, 1010. – Meissen, 16. lipnja 1106.), biskup Meissena u Njemačkoj koji je kasnije proglašen svetcem Rimokatoličke Crkve.

## Životopis
Mjesto biskupa je dobio 1066. zahvaljujući rimsko-njemačkom caru Henriku IV. Međutim već 1073. je podržao saksonske pobunjenike protiv carske vlasti. Car ga je zbog toga zatvorio, a 1078. pustio na slobodu nakon polaganja zakletve vjernosti. Benon je zakletvu prekršio. 1085. je na saboru u Mainzu lišen svoje biskupije; nju je vratio tek iskazavši vjernost pro-carskom protupapi Klementu III. Međutim, u sporu oko investiture se ponovno stavio na stranu carskih neprijatelja i 1097. javno podržao papu Urbana II. Nakon toga je nestao iz povijesnih izvora; jedino se navodi da je umro prirodnom smrću 1106.
Benon je s vremenom u rodnoj Saksoniji stvorio kult, zbog čega su saksonski vladari nastojali od papa ishoditi njegovu kanonizacije. Do nje je došlo tek u 16. stoljeću na samim počecima Reformacije, pri čemu je Martin Luther bio jedan od žestokih kritičara njegovog kulta. Lutherovi sljedbenici su 1539. demolirali Benonvu grobnicu u Meissenu, nakon čega ga je dinastija Wittelsbach proglasila zaštitnikom katoličke Bavarske. Spomendan mu se slavi 16. lipnja.

## Vanjske poveznice
- St. Benno page at Christian Iconography (engl.)